# 朝のレトロスープ
『朝のレトロスープ』（あさのレトロスープ）は、1999年4月1日から2007年9月28日までエフエム山陰 (V-air) で放送されていたラジオ番組である。
小片悦子がパーソナリティを務めていた平日朝の音楽ミニ番組で、毎週月曜 - 金曜 7:30 - 7:40（日本標準時）に放送。
タイトルにレトロとあるように、番組は各回の放送時点で懐メロとされていた曲を中心に取り上げていた。放送第1回では、南沙織の「17才」（1971年）と浅田美代子の「赤い風船」（1973年）をオンエア。比較的新しい曲を取り上げた例としては、最終回4日前の2007年9月24日にオンエアした徳永英明のカバーアルバム収録曲「秋桜」（2005年）があるが、そのカバー元である山口百恵の「秋桜」（1977年）もこの回で一緒に取り上げるなど、懐メロ番組のコンセプトを貫き通していた。
この番組のコンセプトは、2007年10月にスタートした小片の担当番組『MIRACLE P.M.』火曜・木曜のコーナーに引き継がれた。